# SHOGO HAMADA BOX
SHOGO HAMADA BOX（ショウゴ・ハマダ・ボックス）は、1992年4月1日に発売された浜田省吾唯一のCD-BOXセット。CD3枚が入っている。

## 解説
1992年1月から3月に放送された、フジテレビ系ドラマ『愛という名のもとに』の主題歌として「悲しみは雪のように」が170万枚の大ヒットを記録。これを受けレコード会社から「ベスト盤を出しませんか」と持ちかけられたが浜田は固辞。
ヒット真最中状況にあるレコード会社の意図を理解した浜田は、過去に発売されたバラード・コレクション3枚を限定BOXにて発売する提案を了承した。
特に収録曲の変化変更やリミックスは無いが、CDレーベルが市販の3枚とは異なる。特典として豪華ブックレット・ピンナップ・ポストカードが同封された。2021年現在BOXセットとして生産されていない。発売当時の税込定価が8,400円と高額ながら、BOXセットとしては異例の15万枚近い売上を記録。
1996年時点での累計売上は159,901セット。

## 収録アルバム
- 1983年　『Sand Castle』
- 1989年　『Wasted Tears』
- 1991年　『EDGE OF THE KNIFE』